# 黏度的温度敏感性
黏度的温度敏感性指的是温度对黏度的影响程度。

## 黏度的定义
1. 表征液体抵抗剪切变形特性的物理。[1]
2. 液体，拟液体或拟固体物质抗流动的体积特性，即受外力作用而流动时，分子间所呈现的内摩擦或流动内阻力。将两块面积为1m2的板浸于液体中，两板距离为1m，若加1N的切应力，使两板之间的相对速率为1m/s，则此液体的粘度为1Pa·s。[2]

实际流体流动时流体分子之间产生摩擦力的特性称为黏性。黏性越大的流体，其流动性越差，流动阻力越大。衡量流体黏性大小的物理量称为黏度。

### 黏度的分类
聚合物材料的黏度一般分为剪切黏度、拉伸黏度和表观黏度。

### 影响因素
温度的影响：
黏度与温度的关系十分密切。在常温常压下，当温度变化1℃时，熔体的黏度变化达百分之几至几十。
在黏流温度以上，聚合物的黏度和温度的关系与低分子液体一样，即随着温度的升高，熔体的自由体积增加，链段的活动能力增加，分子间的相互作用力减弱，使聚合物的流动性增大，熔体黏度随温度的升高以指数方式降低，因而在聚合物加工中，温度是进行黏度调节的首要手段。不过温度太高容易导致聚合物降解，因此熔体的温度范围也不能控制的太宽。
熔体黏度与温度关系式——安德雷德(Andrade)式
{\displaystyle \ln \eta =\ln A+\Delta E/RT}
A——实验常数，在不同温度下实验求得；
R——波耳茨曼常数；
T一—绝对温度；
ΔΕ——流动活化能，它表示分子由一个位置迁移到另一位置所需的能量。与分子结构，分子链的长短，及温度有关。
不同聚合物的黏度表现出不同的温度敏感性。一般分子链越刚性，或分子间作用力越大，则流动活化能越高，这类聚合物的黏度对温度有较大的敏感性。而柔性高分子，它们的流动活化能较小，黏度随温度的变化不大。
当温度降到黏流温度以下时，聚合物的表观粘度的对数与温度的倒数之间的线性关系不再保持有效性。或者说，流动活化能不再是一常数，而随温度的降低急剧增大。例如聚苯乙烯在217℃时，流动活化能是24kcal/mol，在80℃时为80kcal/mol；聚甲基丙烯酸甲酯在玻璃化温度之上10℃时的流动活化能竟然高达1056kJ/mol。其原因是因为实现分子位移的链段协同跃迁，决定于链段的跃迁能力和在跃迁链段周围是否有可以接纳它跃入的空位两个因素。聚合物熔体在较低温度条件下的体积急剧收缩，自由体积急剧减小，链段运动变得非常困难，此时WLF方程能很好地描述聚合物在Tg到Tg+100℃范围内黏度和温度的关系：
lgη(T)/η(Tg)=-17.44(T-Tg)/[51.6+(T-Tg)]
由此可以估算聚合物在Tg<T<Tg+100℃范围内的黏度。
在聚合物的加工成型过程中，当其熔体黏度对温度的依赖性很强时，只需要稍微改变温度就能够明显改善熔体的流动性，所以必须特别注意保持熔体温度的稳定，否则将会因为熔体的流动性的显著改变而影响制品的质量。影响黏度的因素还有分子量和分子量分布，支化程度以及压力的影响。